# Josep Masabeu Tierno
Josep Masabeu i Tierno (Sabadell, Barcelona, 1952) es un pedagogo español que fue concejal del Ayuntamiento de Gerona. Ha realizado diversos estudios de investigación histórica y sobre inmigración y cohesión social. Preside el Braval. 

## Biografía
Nacido en Sabadell, por motivos laborales de su padre en 1959 la familia se traslada a Barcelona, donde estudia en la Escuela Virtelia. Es doctor en Pedagogía por la Universidad de Barcelona (1988) con la tesis Alexandre Galí y la Mútua Escolar Blanquerna, un elemento relevante en la renovación pedagógica de la Cataluña moderna. Recibió el Premio Centenari d'Alexandre Galí.
Especializado en temas de organización escolar, fue profesor en la escuela Bell-lloc del Pla de Gerona,  desde 1974 hasta el 2000, cuando volvió a Barcelona. En el área de administración local, fue concejal del Ayuntamiento de Gerona de 1983 a 1985. Fue colaborador habitual de las Aulas de extensión universitaria para la gente mayor de Gerona. También ha desarrollado actividades en el ámbito del tiempo libre de la juventud y en el de la solidaridad, dirigiendo diversos campos de trabajo internacionales y de ayuda humanitaria en Polonia y Lituania en la década de los 90.
Desde 2009 preside el Braval, una iniciativa de desarrollo y promoción humana del Opus Dei situada en el barrio El Raval de Barcelona, que a través del voluntariado se propone promover la cohesión social de los jóvenes y facilitar la incorporación de los inmigrantes en la sociedad. En 2013 recibió el premio Valores a una Trayectoria, concedido por la Associación Cultural Valors. Una de sus principales reivindicaciones, que aparece especialmente en su libro La República del Raval, es su apuesta por crear espacios comunes de convivencia para evitar problemas de integración de los inmigrantes.
El 15 de octubre de 2018 recibe como presidente de la ONG Braval el Premio Internacional Fundación Novia Salcedo a la excelencia en la integración profesional de los jóvenes en un acto presidido por Felipe VI.

## Publicaciones
- Masabeu, Josep (1989). Alexandre Galí i la Mútua Escolar Blanquerna. Barcelona: Associació Blanquerna. ISBN 84-404-5822-3.
- Masabeu, Josep (1992). «Alexandre Galí i l'esport». 14è Congrés Internacional "Educació, activitats físiques i esport en una perspectiva històrica".
- Masabeu, Josep (1994). «L'edifici del Museu d’Art. Fases de construcció del Palau Episcopal de Girona». Annals de l'Institut d'Estudis Gironins. Vol. XXXIII. ISSN 0213-6228.
- Masabeu, Josep (1995). «Cronologia d'Alexandre Galí. 1886-1969». XII Jornades d'Història de l'Educació als Països Catalans. Educació i Història: Revista d'història de l'educació (2). ISSN 1134-0258.
- Masabeu, Josep (1995). «Escrits d'Alexandre Galí». XII Jornades d'Història de l'Educació als Països Catalans. Educació i Història: Revista d'història de l'educació (2). ISSN 1134-0258.
- Masabeu, Josep (1995). «Bibliografia sobre Alexandre Galí». XII Jornades d'Història de l'Educació als Països Catalans. Educació i Història: Revista d'història de l'educació (2). ISSN 1134-0258.
- Masabeu, Josep (2004). Santa Maria de Montalegre. Església de l’antiga Casa de Caritat. Centenari 1902-2002. Terrassa: Albada. ISBN 84-87023-54-1.
- Masabeu, Josep (2007). «Immigració i cohesió social: el gran repte per a Europa. Una experiència reeixida al Raval de Barcelona». Revista de Catalunya (225). ISSN 0213-5876.
- Masabeu, Josep (2010). La República del Raval. Eines de cohesió social. Barcelona: Fundació Raval Solidari. ISBN 978-84-614-6684-9.
- Masabeu, Josep (2015). Escrivà de Balaguer a Catalunya 1913-1974. Petjades de Sant Josepmaria. Barcelona: Publicacions de l'Abadia de Montserrat. ISBN 978-84-9883-785-8. Archivado desde el original el 23 de diciembre de 2015. Consultado el 15 de marzo de 2017.
- Masabeu, Josep (2017). 20 historias de superación en el Raval. Barcelona: Fundació Raval Solidari. ISBN 978-84-697-4400-0.[24]
- Masabeu, Josep (2019). Braval, veinte años trabajando por la inclusión a través del deporte. Barcelona: Col·legi Notarial de Catalunya – Marcial Pons. ISBN 978-84-9123-628-3.
- Masabeu, Josep (2020). Pallerols de Rialb. Història i Personatges (en catalán). Barcelona: Fundació Rialb. ISBN 978-84-09-19209-0.